# دهستان معصومیه
دهستان معصومیه یکی از دهستان‌های استان مرکزی است که در بخش مرکزی شهرستان اراک واقع شده است.